# Hoodův kanál

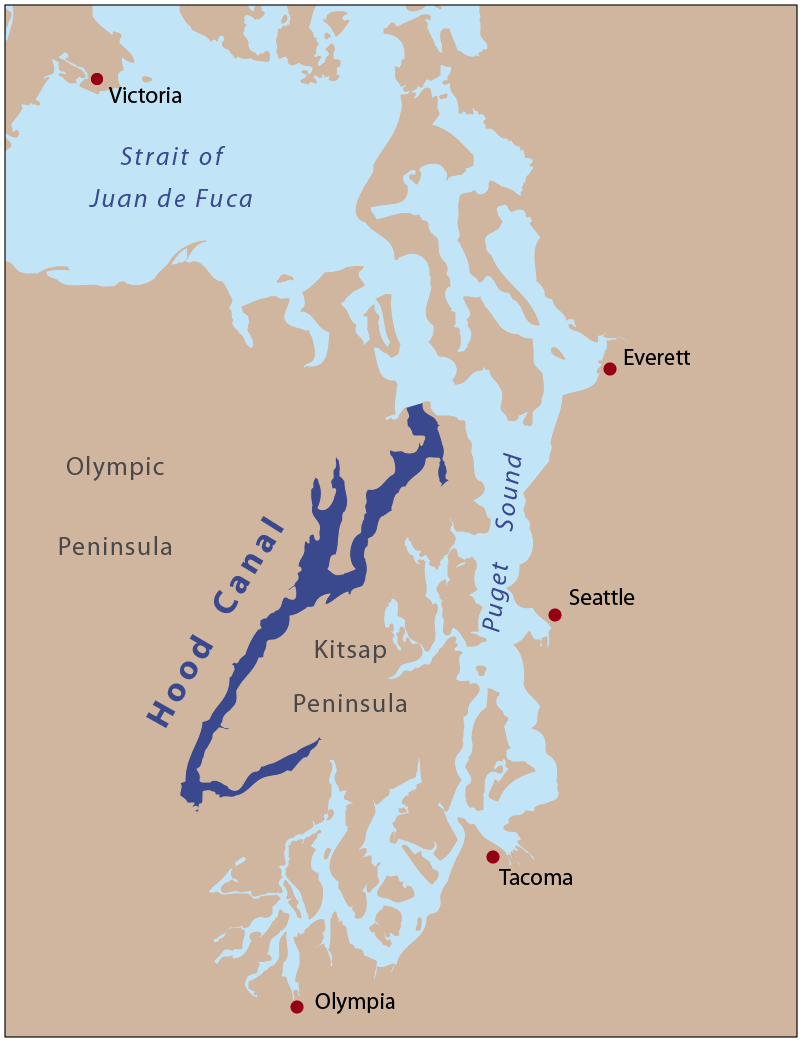
Mapa kanálu.

Hoodův kanál je fjord tvořící západní křídlo Pugetova zálivu a je také jednou z jeho čtyř kotlin. Nachází se v americkém státě Washington a jeho označení kanál neznamená, že by byl umělou vodní cestou, ale právě naopak.

## Geografie
Hoodův kanál je dlouhý a úzký, jeho průměrná šířka je 2,4 kilometru a jeho průměrná hloubka 54 metrů. Má 343 km dlouhé pobřeží a 42 km² wattového pobřeží. Jeho rozloha je 386 km² a obsah 21 miliard km³. Jeho délka mezi krajními body Útesem špatného počasí a obcí Union, kde se nachází tzv. Velký ohyb, stáčející kanál severovýchodním směrem, je 80 kilometrů. Po ohybu kanál pokračuje dalších 24 kilometrů do Belfairu, kde končí na mělkém wattovém pobřeží zvaném Lynčová zátoka.
Po své celé délce kanál odděluje Olympijský a Kitsapův poloostrov. Na jeho východním pobřeží, nedaleko města Bangor, se nachází Kitsapova námořní základna. Hoodův kanál obsahuje také mnoho vlastních zálivů, z nichž největším je Dabob Bay, který je ale námořním zakázaným územím, které využívají ponorky z Kitsapovy námořní základny. Ze zálivu Dabob Bay se ještě vytváří malý Quilcenská záliv. Na severu kanálu se nachází obec Port Gamble.
Do kanálu se vlévá několik řek, především z Olympijského poloostrova, což jsou řeky Skokomish, Hamma Hamma, Duckabush, Dosewallips a Big Quilcene. Z Kitsapova poloostrova se vlévají menší řeky Union, Tahuya a Dewatto.

## Geologie
Společně se zbytkem Pugetova zálivu byl Hoodův kanál vytvořen před 13 tisíci lety, během pozdního pleistocénu, z Kordillerského ledovce.

## Historie
Hoodův kanál pojmenoval kapitán Royal Navy George Vancouver 13. května 1792 po admirálovi Samueli Hoodovi.

## Cesty a mosty
Po západním pobřeží kanálu vede silnice U.S. Route 101. Hoodův kanál překračuje most Hood Canal Bridge, který je se svými 1 988 metry třetím největším plovoucím mostem na světě. Podle Ministerstva dopravy státu Washington se jedná o jediný plovoucí most vedoucí přes slanou vodu, ale ve skutečnosti existují další dva v Norsku.

## Rekreace
Na pobřežích kanálu se nachází několik státních parků. Na konci kanálu v Belfairu se nachází Thelerovy mokřiny, které nabízí možnost pěší turistiky a ochranu životního prostředí bažinných a estuárových ptáků a rostlin.

## Nízká úroveň kyslíku
V září 2006 byla zaznamenána největší mrtvá zóna v historii kanálu, která byla pravděpodobně způsobena nízkou hladinou kyslíku kvůli vodnímu květu. Vodní květ může být vytvořen zčásti teplým počasím, zčásti nízkým obratem vody v jižní části kanálu, kde se takto nahromadily živiny z hnojiv a děravých septických systémů. Když pak vodní květ zemře, stává se potravou pro bakterie, jejichž populace se zvýší, čímž připraví vodu o více kyslíku. Úhyn ryb může být také částí padesátiletého přirozeného koloběhu hladiny kyslíku v kanálu, který byl ovlivněn zatím pouze člověkem.
V květnu 2006 našli potápěči hledající invazivní druhy chomáč mořských bakterií pokrývající 6,4 km dlouhý pruh, kde ostatní mořský život neexistoval. Chomáč se rozptýlil až o pět měsíců později. Jan Newton, oceánograf University of Washington, dodal, že je nutné si všimnout, že Hoodův kanál zažívá nízké hladiny kyslíku už dlouhou dobu. Podobné chomáče bakterií byly nalezeny nedaleko Tacomy, San Diega, New Yorku a New Orleans.
Změna směru větru může být dalším faktorem ve výšce hladiny kyslíku. Zatímco severní vítr tlačí vodu s kyslíkem do vod, které jej byly zbaveny, jižní větry tento zdroj přerušují.
Proti problému byla vytvořen program 28 organizací zvaný Hood Canal Dissolved Oxygen Program, který spolupracuje s místními úřady na možnostech, jak hladinu kyslíku v kanále spravovat.

## Tvoření ledu
Při rekordně chladném týdnu v prosinci 2009 se na hladině kanálu vytvořila tenká vrstva ledu, která byla širší u pobřeží.